# ان‌جی‌سی ۷۷
ان‌جی‌سی ۷۷ (به انگلیسی: NGC 77) یک کهکشان عدسی با قدر ظاهری ۱۴٫۸ است که در صورت فلکی نهنگ قرار دارد.